# Hanifaru
Hanifaru is een van de onbewoonde eilanden van het Baa-atol behorende tot de Maldiven. Het eiland bevindt zich op ongeveer 700 kilometer ten zuiden van India. Het eiland is niet meer dan een hoop zand begroeid met wat tropische struiken.

## Reuzenmanta's
Het eiland is vooral bekend om zijn groepen reuzenmanta's die de lagune bij het eiland aandoen. Deze reuzenmanta's arriveren ergens tussen mei en november, wanneer de vloedstroom inloopt tegen de zuidwestelijke moessondrift. Hierbij welt dieptewater op naar de oppervlakte waarbij tropische soorten krill worden meegevoerd. Dit water stroomt de doodlopende lagune van Hanifaru in. Als het krill aan de oppervlakte zou blijven, zou het over het koraalrif rond de lagune spoelen en weer veilig in open zee terechtkomen. Maar het krill verplaatst zich op instinct van het licht af en zit dus als het ware gevangen in een put. Wanneer de lagune gevuld is met voedsel, arriveren er meestal meer dan 200 reuzenmanta's om deze helemaal leeg te eten.